# 里亚纳波利斯
里亚纳波利斯是巴西戈亚斯州的一个市镇。总面积159.345平方公里，总人口4500人，人口密度28.2人/平方公里。